# Yves de Magistri
Pour les articles homonymes, voir de Magistri.
Yves de Magistri est un religieux cordelier, controversiste et théologien français du XVIe siècle. 

## Biographie
Selon les biographies, religieux cordelier de Laval, il nait à Laval et y prend l'habit religieux. 
Son nom cependant et quelques circonstances de sa vie peuvent faire croire qu'il était espagnol d'origine. Les fréquents rapports de commerce qui existaient alors entre Laval et l'Espagne peuvent expliquer dans cette hypothèse sa naissance et sa profession religieuse dans notre ville. En 1579 et 1580, il est à Paris et habite le couvent de l'Ave-Maria. 
Il publie deux ouvrages: La Guide des ecclésiastiques, etc. ; et Le Mirouer chrestien ou seconde partie de la Guide ecclésiastique.
Il part ensuite pour l'Espagne. Il est loin alors de la perfection religieuse ; et lui-même le confesse dans un de ses livres. Au départ j'étais, dit-il, de mœurs peu régulières, peu religieux, plus semblable à un soldat qu'à un moine.. Le gardien du couvent de Sainte-Marguerite près de Xerès, le convertit et le soumet à la discipline religieuse. Il demeure quelque temps sous sa conduite, puis habite successivement plusieurs autres maisons en Espagne. Il passe ensuite en Italie, d'où il revient à Paris. En 1585, il est confesseur des Annonciades de Bourges. Pendant son séjour dans cette ville il fait imprimer : Le Verger et jardin des âmes désolées, et le Mirouer et guide pour tes dames qui seront de bonne volonté envers Dieu et leur salut ; enfin un peu plus tard: Baston et défense de l'ordre de Fontevrault. 
Comme catholique et comme espagnol, Magistri devait appartenir à la Ligue. Il revient à Laval en quittant les Annonciades; puis devient curé au Lude où il risque plusieurs fois la mort.
Magistri est dépossédé de sa cure, de ses meubles et de ses livres; il est condamné à venir, tête nue, en chemise, faire amende honorable à Dieu, au roi, au comte du Lude, puis à être pendu. Il réussit à s'évader. On le retrouve en 1571, à Paris, chargé de remplir les fonctions d'aumônier près de l'armée espagnole. Il fit imprimer à Douai, la même année, le : Resveil-matin et mot du guet des bons catholiques. On ignore la fin de sa vie.

### Source
- Étienne-Louis Couanier de Launay, Histoire de Laval (818-1855), Imp. Godbert, 1856, 608 p. [détail des éditions] (lire en ligne)